# Vznášivky
Vznášivky jsou drobní planktonní korýši. Patří mezi klanonožce a žijí převážně v oceánech.

## Stavba těla
Vznášivky mají podobnou stavbu těla jako ostatní volně žijící klanonožci. Liší se od nich především velmi dlouhým prvním párem tykadel, která se skládají z více než dvaceti článků a často dosahují až ke konci zadečku. Samci mají jedno tykadlo zahnuté, samičky vytváří jeden vaječný váček.
Celková délka těla je obvykle do dvou milimetrů, byly však odchyceny i samice hlubokomořských vznášivek, které měřily více než 17 mm.

## Způsob života a ekologický význam
Vznášivky žijí nejčastěji v pelagiálu slaných i sladkých vod a živí se jako filtrátoři.
Zejména mořské vznášivky jsou ekologicky velmi významnou skupinou. Tvoří dominantní složku zooplanktonu oceánů (55 až 95 procent, nejvíce jsou zastoupené v polárních oblastech) a jsou zde důležitou částí potravního řetězce. Konzumují velká množství fytoplanktonu (sinic a řas) a samy jsou zároveň potravou nejen pro menší ryby, ale například i pro kosticové velryby.

## Zástupci
Je známo přes 2000 druhů vznášivek řazených do přibližně 50 čeledí. Většina z nich jsou druhy mořské (velmi hojný je např. druh Calanus finmarchicus). Ve vnitrozemských a brakických vodách žijí zástupci čeledí Diaptomidae (rody Diaptomus, Eudiaptomus), Temoridae (Heterocope, Epischura) či Centropagidae.